# John Robert Martindale
John Robert Martindale (né en 1935) est un historien universitaire britannique, spécialisé dans l'Empire romain tardif et l'empire byzantin.
Son magnum opus, est la publication des trois volumes de Prosopography of the Later Roman Empire, commencés par Arnold Hugh Martin Jones entre 1971 et 1992, et la première partie de Prosopography of the Byzantine Empire, publiée en 2001.

## Jeunesse et éducation

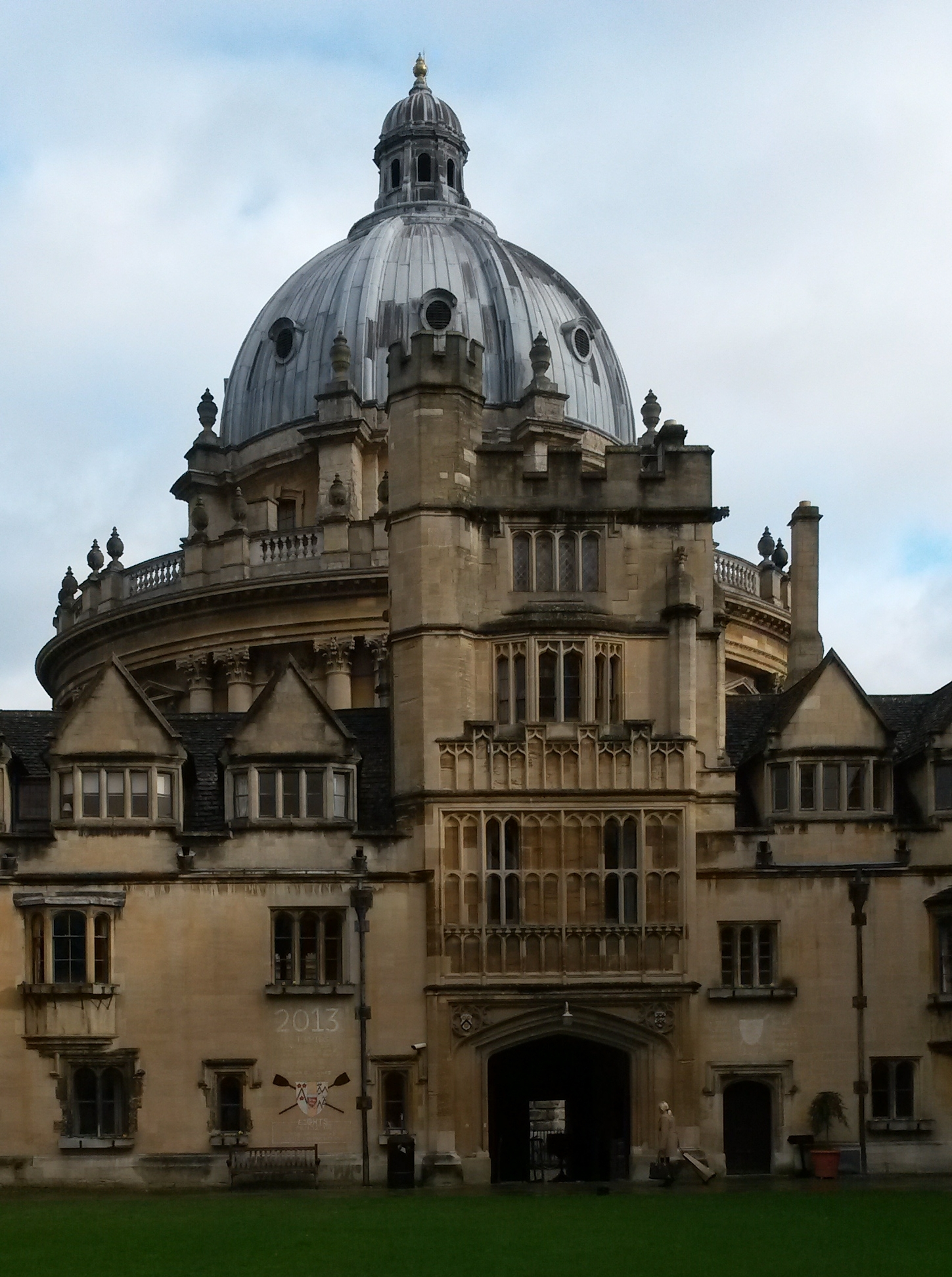
Brasenose College, Oxford, où Martindale a étudié

Né en 1935, Martindale fait ses études au Brasenose College, Oxford, où en 1958 il obtient un baccalauréat ès arts en Literae Humaniores, plus tard promu MA, puis en 1961 un baccalauréat ès lettres ; sa thèse s'intitule "Public disorders in the late Roman Empire, their causes and character".
En 1960, son directeur de thèse Arnold Hugh Martin Jones, professeur d'histoire ancienne à Cambridge, alors que Martindale approche de la conclusion de sa thèse, l'invite à participer à son projet de prosopographie romaine en cours, conçu à l'origine par Theodor Mommsen. Martindale accepte  et commence à travailler comme assistant de Jones plus tard la même année, rejoignant John Morris, un autre des anciens élèves de Jones.

## Carrière académique
Après avoir obtenu son diplôme à Oxford, en 1961, Martindale part au Jesus College de Cambridge, où il est nommé chercheur principal en classiques, restant à ce poste jusqu'en 1971,. Jones note en 1964 que Martindale a déjà vérifié toutes les dates et références au Codex Theodosianus, au Codex Justinianus et aux Romans de Théodose II, "une réalisation qui serait sûrement considérée comme un digne concurrent pour le treizième travail d'Hercule ".
Il prend plus de responsabilités à la mort du professeur Jones en 1970. Par la suite, il se concentre de plus en plus sur la direction des projets de prosopographie, avec le financement de la British Academy. Morris continue à travailler sur le projet jusqu'à sa mort en 1977, mais a également d'autres intérêts, notamment dans les études arthuriennes.
La plupart des travaux de Martindale dans les années 1970 et 1980 portent sur les deuxième et troisième volumes de Prosopography of the Later Roman Empire, décrivant les caractéristiques communes des groupes de personnes au sein de l'Empire entre les années 395 et 641 apr. J.-C., qui datent du règne d'Honorius jusqu'à celui d'Héraclius. Les années 260 à 395 après J.-C. (de Gallien à Théodose Ier) sont traitées dans le premier volume, publié en mars 1971 et Martindale a commencé les travaux préliminaires sur le deuxième volume en 1969. Une importante équipe de chercheurs est employée pour étudier les auteurs de l'époque et en tirer des extraits.
Après la publication du troisième volume, Michael Whitby note que la Prosopographie du Dernier Empire romain est "un projet qui a été initié par Jones et mené à terme, sous une forme considérablement élargie, jusqu'à l'amélioration et l'achèvement par John Martindale".
Martindale étudie ensuite le monde byzantin et le volume 1 de la prosopographie de l'empire byzantin est publié sur un disque compact en 2001.

## Principales publications
- Prosopographie du Bas-Empire romain, éd. avec AHM Jones (1904-1970) et John Morris (1913-1977):
  - Volume 1, de 260 à 395 apr. J.-C. (Cambridge University Press, 1971, (ISBN 978-0521072335)), en deux volumes
  - Volume 2, de 395 à 527 apr. J.-C. (Cambridge University Press, 1980, (ISBN 978-0521201599)), en deux volumes
  - Volume 3, de 527 à 641 apr. J.-C. (Cambridge University Press, 1992, (ISBN 978-0521201605)), en deux volumes
- Prosopographie de l'Empire byzantin
  - Volume 1, de 641 à 847 AD (disque compact Ashgate, 2001, (ISBN 978-0754606130))